# Брайкович, Элвис
Э́лвис Бра́йкович (хорв. Elvis Brajković; 12 июня 1969, Риека, СФРЮ) — хорватский футболист, игравший на позиции защитника.

## Карьера

### Клубная
Воспитанник школы футбольного «Клуба» Риека, там начинал свою профессиональную карьеру. Зарекомендовав себя хорошим защитником, в 1995 году он был продан в немецкий «Мюнхен 1960», в составе которого дебютировал в Бундеслиге (в первом матче, однако, его клуб разгромно проиграл «Боруссии» из Дортмунда. После завершения сезона вернулся в свою команду, но отыграл всего 5 игр за два месяца. Покинув «Риеку», уехал в итальянский «Эллас Верона», который переживал серьёзный кризис, но даже в его составе закрепиться Элвису не удалось — всего 10 игр.
За этим последовал трансфер в «Хайдук» из Сплита, где Брайкович вернул себе форму и даже отметился забитыми голами, но всё же не выходил часто в стартовом составе. В конце концов он уехал в Мексику, где поиграл за два клуба: «Сантос Лагуна» и «Атланте». В 2000 году хорват едет играть в израильский клуб «Хапоэль» из Петаха-Тиквы, но затем возвращается в Хорватию. В третий раз отыграв за Риеку в сезоне 2001/02, Брайкович отправляется выступать за малоизвестные любительские клубы, а в 2010 году завершает карьеру игрока.

### В сборной
В сборной сыграл всего 8 встреч, дебютировав 20 апреля 1994 в матче против Словакии. Забил два гола, что считается довольно сильным показателем для защитника ввиду малого количества игр. В составе «шашечных» поехал на чемпионат Европы 1996.